# Association Sportive de Saint-Étienne Loire 2024-2025
Questa voce raccoglie le informazioni riguardanti l'Association Sportive de Saint-Étienne Loire nelle competizioni ufficiali della stagione 2024-2025.

## Maglie e divise
| Casa | Trasferta |  |

## Rosa
Aggiornata al 2 maggio 2025.
| N. |                          | Ruolo | Calciatore          |
| -- | ------------------------ | ----- | ------------------- |
| 1  | Francia (bandiera)       | P     | Brice Maubleu       |
| 3  | Francia (bandiera)       | D     | Mickaël Nadé        |
| 4  | Francia (bandiera)       | D     | Pierre Ekwah        |
| 5  | Marocco (bandiera)       | D     | Yunis Abdelhamid    |
| 6  | Marocco (bandiera)       | C     | Benjamin Bouchouari |
| 7  | Francia (bandiera)       | A     | Irvin Cardona       |
| 8  | Francia (bandiera)       | D     | Dennis Appiah       |
| 9  | Mali (bandiera)          | A     | Ibrahim Sissoko     |
| 10 | Francia (bandiera)       | C     | Florian Tardieu     |
| 11 | Nuova Zelanda (bandiera) | C     | Ben Old             |
| 13 | Francia (bandiera)       | D     | Maxime Bernauer     |
| 14 | Francia (bandiera)       | C     | Louis Mouton        |
| 16 | Senegal (bandiera)       | P     | Boubacar Fall       |
| 17 | Francia (bandiera)       | D     | Pierre Cornud       |
| 18 | Francia (bandiera)       | C     | Mathieu Cafaro      |
| 19 | Francia (bandiera)       | D     | Léo Pétrot          |
| 20 | Francia (bandiera)       | A     | Augustine Boakye    |

| N. |                         | Ruolo | Calciatore          |
| -- | ----------------------- | ----- | ------------------- |
| 21 | RD del Congo (bandiera) | D     | Dylan Batubinsika   |
| 22 | Georgia (bandiera)      | C     | Zuriko Davitashvili |
| 23 | Francia (bandiera)      | D     | Anthony Briançon    |
| 25 | Senegal (bandiera)      | A     | Ibrahima Wadji      |
| 26 | Francia (bandiera)      | C     | Lamine Fomba        |
| 27 | Francia (bandiera)      | D     | Yvann Maçon         |
| 28 | Serbia (bandiera)       | C     | Igor Miladinović    |
| 29 | Francia (bandiera)      | C     | Aïmen Moueffek      |
| 30 | Francia (bandiera)      | P     | Gautier Larsonneur  |
| 31 | Senegal (bandiera)      | C     | Cheikh Fall         |
| 32 | Belgio (bandiera)       | A     | Lucas Stassin       |
| 34 | Francia (bandiera)      | C     | Antoine Gauthier    |
| 35 | Francia (bandiera)      | D     | Marwann Nzuzi       |
| 40 | Francia (bandiera)      | P     | Issiaka Touré       |
| 45 | Francia (bandiera)      | D     | Kévin Pedro         |
| 63 | Francia (bandiera)      | A     | Djylian N'Guessan   |

## Calciomercato

### Sessione estiva(dal 1º luglio al 31 agosto)
| Acquisti         | Acquisti            | Acquisti           | Acquisti                    |
| R.               | Nome                | da                 | Modalità                    |
| ---------------- | ------------------- | ------------------ | --------------------------- |
| P                | Brice Maubleu       | Grenoble           | definitivo                  |
| D                | Yunis Abdelhamid    | Stade Reims        | definitivo                  |
| D                | Pierre Cornud       | Maccabi Haifa      | definitivo (1,10 milioni €) |
| C                | Pierre Ekwah        | Sunderland         | prestito                    |
| C                | Ben Old             | Wellington Phoenix | definitivo                  |
| A                | Augustine Boakye    | Wolfsberger        | definitivo (3 milioni €)    |
| A                | Zuriko Davitashvili | Bordeaux           | definitivo (6 milioni €)    |
| A                | Igor Miladinović    | Čukarički          | definitivo (3 milioni €)    |
| A                | Lucas Stassin       | Westerlo           | definitivo (10 milioni €)   |
| Altre operazioni |                     |                    |                             |
| R.               | Nome                | da                 | Modalità                    |
| C                | Louis Mouton        | Pau                | fine prestito               |

| Cessioni         | Cessioni        | Cessioni        | Cessioni      |
| R.               | Nome            | a               | Modalità      |
| ---------------- | --------------- | --------------- | ------------- |
| P                | Etienne Green   | Burnley         | definitivo    |
| D                | Mahmoud Bentayg | Zamalek         | prestito      |
| D                | Darling Bladi   | Bourg-en-Bresse | prestito      |
| D                | Beres Owusu     | Quevilly-Rouen  | prestito      |
| C                | Karim Cissé     | Annecy          | prestito      |
| A                | Dylan Chambost  | Columbus Crew   | definitivo    |
| A                | Maxence Rivera  | Dunkerque       | definitivo    |
| Altre operazioni |                 |                 |               |
| R.               | Nome            | a               | Modalità      |
| A                | Irvin Cardona   | Augusta         | fine prestito |
| A                | Stéphane Diarra | Lorient         | fine prestito |
| A                | Nathanaël Mbuku | Augusta         | fine prestito |

### Sessione invernale(dal 1º gennaio al 31 gennaio)
| Acquisti         | Acquisti         | Acquisti         | Acquisti         |
| R.               | Nome             | da               | Modalità         |
| Altre operazioni | Altre operazioni | Altre operazioni | Altre operazioni |
| R.               | Nome             | da               | Modalità         |
| ---------------- | ---------------- | ---------------- | ---------------- |

| Cessioni         | Cessioni         | Cessioni         | Cessioni         |
| R.               | Nome             | a                | Modalità         |
| Altre operazioni | Altre operazioni | Altre operazioni | Altre operazioni |
| R.               | Nome             | a                | Modalità         |
| ---------------- | ---------------- | ---------------- | ---------------- |

## Risultati

### Ligue 1

#### Girone di andata
| Arbitro: | Turpin |

|              |           |  |
| Minamino 28’ | Marcatori |  |

| Arbitro: | Batta |

|  |           |                        |
|  | Marcatori | 57’ Touré 67’ Sangante |

| Arbitro: | Angoula |

|                                                                   |           |  |
| M. Camara 10’ Del Castillo 32’ (rig.) Ajorque 77’ Lala 84’ (rig.) | Marcatori |  |

| Arbitro: | Letexier |

|           |           |  |
| Cafaro 6’ | Marcatori |  |

| Arbitro: | Léonard |

| |           |  |
| Batubinsika 4’ (aut.) Ndombele 7’ Cho 24’ Moukoko 26’, 39’ Guessand 36’ S. Diop 75’ Rosario 86’ (rig.) | Marcatori |  |

| Arbitro: | Kherradji |

|                         |           |                         |
| Lepenant 10’ Thomas 49’ | Marcatori | 57’, 67’ (rig.) Sissoko |

| Arbitro: | Vernice |

|                            |           |          |
| Davitashvili 15’, 54’, 86’ | Marcatori | 74’ Bair |

| Arbitro: | Lissorgue |

|  |           |                                   |
|  | Marcatori | 20’ Frankowski 79’ Labeau Lascary |

| Arbitro: | Bollengier |

|                                             |           |                       |
| Abdelli 7’ Aholou 39’ Niane 69’ Dieng 90+3’ | Marcatori | 11’, 57’ Davitashvili |

| Arbitro: | Wattellier |

|                      |           |  |
| Nadé 51’ Sissoko 78’ | Marcatori |  |

| Arbitro: | Delajod |

|               |           |  |
| Lacazette 29’ | Marcatori |  |

| Arbitro: | Batta |

|            |           |  |
| Bouchouari | Marcatori |  |

| Arbitro: | Bollengier |

|                                                              |           |  |
| Kalimuendo 39’ (rig.), 61’, 67’ (rig.) Blas 45+6’ Gouiri 53’ | Marcatori |  |

| Arbitro: | Brisard |

|  |           |                          |
|  | Marcatori | 17’ Rabiot 65’ Greenwood |

| Arbitro: | Léonard |

|                           |           |             |
| Babicka 55’ Aboukhlal 85’ | Marcatori | 53’ Stassin |

| Arbitro: | Frappart |

|                             |           |              |
| Boakye 50’, 57’ Stassin 80’ | Marcatori | 42’ Nakamura |

| Arbitro: | Vernice |

|                         |           |                  |
| Dembélé 13’, 23’ (rig.) | Marcatori | 64’ Davitashvili |

#### Girone di ritorno
| Arbitro: | Batta |

|            |           |           |
| Boakye 86’ | Marcatori | 14’ Simon |

| Arbitro: | Bollengier |

|               |           |             |
| H. Traorè 27’ | Marcatori | 45’ Stassin |

| Arbitro: | Wattellier |

|                                                    |           |                        |
| David 32’ (rig.) Sahraoui 63’, 78’ Gudmundsson 72’ | Marcatori | 6’ (rig.) Davitashvili |

| Arbitro: | Vernice |

|  |           |                           |
|  | Marcatori | 15’ Kalimuendo 84’ Nagida |

| Arbitro: | Kherradji |

|                                                             |           |             |
| Gouiri 27’, 60’ Greenwood 50’ (rig.) Murillo 58’ Rabiot 77’ | Marcatori | 79’ Stassin |

| Arbitro: | Dechepy |

|                                        |           |                 |
| Cardona 36’, 73’ Ekwah 52’ Dieng 90+4’ | Marcatori | 7’, 17’ Abdelli |

| Arbitro: | Brisard |

|             |           |                                          |
| Stassin 32’ | Marcatori | 10’ Rosario 52’ (aut.) Nadé 69’ Guessand |

| Arbitro: | Turpin |

|             |           |             |
| Touré 45+1’ | Marcatori | 10’ Stassin |

| Arbitro: | Letexier |

|  |           |                  |
|  | Marcatori | 11’, 53’ Stassin |

| Arbitro: | Stinat |

|            |           |                                                                                  |
| Stassin 9’ | Marcatori | 43’ (rig.) G. Ramos 50’ K'varatskhelia 53’, 66’ D. Doué 62’ João Neves 90’ Mbaye |

| Arbitro: | Lissorgue |

|               |           |  |
| Koyalipou 75’ | Marcatori |  |

| Arbitro: | Kherradji |

|                              |           |                          |
| Stassin 16’ Cardona 34’, 80’ | Marcatori | 6’, 37’ Ajorque 25’ Sima |

| Arbitro: | Letexier |

|                   |           |              |
| Stasssin 10’, 67’ | Marcatori | 76’ Tessmann |

| Arbitro: | Bastien |

|                                 |           |                  |
| Moreira 7’ Emegha 63’ Bakwa 83’ | Marcatori | 19’ Davitashvili |

| Arbitro: | Brisard |

|                  |           |                                         |
| Davitashvili 65’ | Marcatori | 2’ Akliouche 68’ Al-Musrati 78’ Balogun |

| Arbitro: | Wattellier |

|  |           |                        |
|  | Marcatori | 3’ Tardieu 41’ Cardona |

| Arbitro: | Léonard |

|                             |           |                                |
| Tardieu 38’ Batubinsika 63’ | Marcatori | 10’ Kamanzi 15’ King 58’ Gboho |

### Coppa di Francia
| Arbitro: | Stinat |

|  |           |                                                         |
|  | Marcatori | 22’ Greenwood 34’ Rabiot 68’ Luis Henrique 81’ Højbjerg |

## Statistiche finali

### Statistiche di squadra
| Competizione     | Punti | In casa | In casa | In casa | In casa | In casa | In casa | In trasferta | In trasferta | In trasferta | In trasferta | In trasferta | In trasferta | Totale | Totale | Totale | Totale | Totale | Totale | DR  |
| Competizione     | Punti | G       | V       | N       | P       | Gf      | Gs      | G            | V            | N            | P            | Gf           | Gs           | G      | V      | N      | P      | Gf     | Gs     | DR  |
| ---------------- | ----- | ------- | ------- | ------- | ------- | ------- | ------- | ------------ | ------------ | ------------ | ------------ | ------------ | ------------ | ------ | ------ | ------ | ------ | ------ | ------ | --- |
| Ligue 1          | 30    | 17      | 6       | 3       | 8       | 24      | 33      | 17           | 2            | 3            | 12           | 15           | 44           | 34     | 8      | 6      | 20     | 39     | 77     | -38 |
| Coppa di Francia | -     | 1       | 0       | 0       | 1       | 0       | 4       | -            | -            | -            | -            | -            | -            | 1      | 0      | 0      | 1      | 0      | 4      | -4  |
| Totale           | -     | 18      | 6       | 3       | 8       | 24      | 37      | 17           | 2            | 3            | 12           | 15           | 44           | 35     | 8      | 6      | 21     | 39     | 81     | -42 |

### Andamento in campionato
| Giornata  | 1  | 2  | 3  | 4  | 5  | 6  | 7  | 8  | 9  | 10 | 11 | 12 | 13 | 14 | 15 | 16 | 17 | 18 | 19 | 20 | 21 | 22 | 23 | 24 | 25 | 26 | 27 | 28 | 29 | 30 | 31 | 32 | 33 | 34 |
| --------- | -- | -- | -- | -- | -- | -- | -- | -- | -- | -- | -- | -- | -- | -- | -- | -- | -- | -- | -- | -- | -- | -- | -- | -- | -- | -- | -- | -- | -- | -- | -- | -- | -- | -- |
| Luogo     | T  | C  | T  | C  | T  | T  | C  | C  | T  | C  | T  | C  | T  | C  | T  | C  | T  | C  | T  | T  | C  | T  | C  | C  | T  | T  | C  | T  | C  | C  | T  | C  | T  | C  |
| Risultato | P  | P  | P  | V  | P  | N  | V  | P  | P  | V  | P  | V  | P  | P  | P  | V  | P  | N  | N  | P  | P  | P  | N  | P  | N  | V  | P  | P  | N  | V  | P  | P  | V  | P  |
| Posizione | 14 | 16 | 18 | 16 | 17 | 17 | 13 | 14 | 16 | 16 | 16 | 13 | 15 | 16 | 16 | 15 | 16 | 16 | 15 | 16 | 16 | 16 | 16 | 17 | 17 | 16 | 17 | 17 | 17 | 17 | 17 | 17 | 17 | 17 |

Legenda:

Luogo: C = Casa; T = Trasferta. Risultato: V = Vittoria; N = Pareggio; P = Sconfitta.